# تارو كيمورا (صحفي)
تارو كيمورا (بالإنجليزية: Tarō Kimura)‏ هو صحفي أمريكي، ولد في 12 فبراير 1938 في بيركيلي في الولايات المتحدة.